# 酸模叶蓼
酸模叶蓼（学名：Polygonum lapathifolium），又稱旱辣蓼、早苗蓼、白蓼、麥蓼，是一种蓼科蓼屬植物。这种植物分布于中国南北各省区；欧亚大陆温带地区均有。

## 扩展阅读
- 酸模叶蓼的图片[]